# 好きがつながる!
『好きがつながる!』は、文化放送が2023年のキャンペーンキャッチフレーズであるとともに、2023年10月3日より2024年3月（予定）まで、毎週火曜日・水曜日の19時から21時に生放送されている単発番組枠である。

## 番組一覧
2023年度下半期編成で放送されるラジオ番組は、そのキャッチフレーズが示す通り、毎回日替わりで多彩なパーソナリティが、自らの「好き」なこと、リスナーの「好き」なことを語り合うという内容で、番組が構成される。

### 内容
☆：文化放送アナウンサー（嘱託含む）、★：文化放送元アナウンサー（フリーおよび他部署所属）
| 放送日         | タイトル | パーソナリティ |
| -------------- | --- | --- |
| 2023年 10月3日 | 髭男爵山田ルイ53世のルネッサンスラジオ15周年記念 好きがつながる!Dear ルネラジ | 山田ルイ53世（髭男爵） |
| 10月4日        | 水谷加奈の愛か?お金か? | 水谷加奈☆ |
| 10月10日       | 砂山圭太郎のDear TM NETWORK・小室哲哉 | 砂山圭太郎☆ |
| 10月11日       | BUDDiiS 1st ALBUM「BRiLLiANT」リリース記念特番!好きがつながる!BUDDiiSのDear バディ! | BUDDiiS |
| 10月17日       | 武田鉄矢の宵の三枚おろし | 武田鉄矢・水谷加奈☆・野村邦丸★ |
| 10月18日       | さだまさし50周年スペシャル企画 さだは文化だ!!さだの50曲!!Special・前編 | さだまさし・寺島尚正★ |
| 10月24日       | 好きがつながる! Dear浜松町131ライブ | のり（オテンキ） |
| 10月25日       | さだまさし50周年スペシャル企画 さだは文化だ!!さだの50曲!!Special・後編 | さだまさし・寺島尚正★ |
| 10月31日       | 文化放送スポーツスペシャル・2023SMBC日本シリーズ実況中継「阪神タイガース対オリックス・バファローズ」（第3・4戦 会場：阪神甲子園球場）を朝日放送ラジオ「ABCフレッシュアップベースボール」からのネット受け（非NRN扱い2局ネット）で放送したため休止。 | 文化放送スポーツスペシャル・2023SMBC日本シリーズ実況中継「阪神タイガース対オリックス・バファローズ」（第3・4戦 会場：阪神甲子園球場）を朝日放送ラジオ「ABCフレッシュアップベースボール」からのネット受け（非NRN扱い2局ネット）で放送したため休止。 |
| 11月1日        | 文化放送スポーツスペシャル・2023SMBC日本シリーズ実況中継「阪神タイガース対オリックス・バファローズ」（第3・4戦 会場：阪神甲子園球場）を朝日放送ラジオ「ABCフレッシュアップベースボール」からのネット受け（非NRN扱い2局ネット）で放送したため休止。 | 文化放送スポーツスペシャル・2023SMBC日本シリーズ実況中継「阪神タイガース対オリックス・バファローズ」（第3・4戦 会場：阪神甲子園球場）を朝日放送ラジオ「ABCフレッシュアップベースボール」からのネット受け（非NRN扱い2局ネット）で放送したため休止。 |
| 11月7日        | 好きがつながる! Dear夜ふかしの読み明かし | 大島育宙・西川あやの☆・永井玲衣 |
| 11月8日        | 岡田圭右・有澤樟太郎の語れ! バファローズ | 岡田圭右（ますだおかだ）・有澤樟太郎・高橋将市☆ |
| 11月14日       | 好きがつながる! 星南のぞみ・華雪りらのDear 宝塚 | 星南のぞみ・華雪りら・甲斐彩加☆ |
| 11月15日       | 好きがつながる! 降幡愛のDearシティポップ | 降幡愛 |
| 11月21日       | 立川談志13回忌 そして伝説へ | 吉田涙子★・太田光（爆笑問題）・林家木久扇・立川志の輔 |
| 11月22日       | 好きがつながる! 鈴木純子のDearズタボロ失恋ソング | 鈴木純子☆ |
| 11月28日       | 好きがつながる! 久保朱莉と篠原光のクリスマス悲喜こもごも | 久保朱莉☆・篠原光 |
| 11月29日       | 好きがつながる! Dear浜松町131ライブ（第2弾） | のり（オテンキ） |
| 12月5日        | 好きがつながる! トレンディエンジェルのpepepeラジオスペシャル! | トレンディエンジェル |
| 12月6日        | 好きがつながる! Girls²のがるがるトーク!特別編 2時間生放送スペシャル | |
| 12月12日       | 好きがつながる! いとうあさこのDear80s パートII | いとうあさこ |
| 12月13日       | 好きがつながる! 井上由美子と仁科美咲のDear演歌 | 井上由美子・仁科美咲 |
| 12月19日       | 谷村新司ラジオデイズ | 野村邦丸★・ばんばひろふみ |
| 12月20日       | 好きがつながる! オテンキのりのDear浜松町131ライブ（第3弾） | のり（オテンキ） |
| 2024年 1月9日  | 好きがつながる! 長谷川太のアニソンスクランブル | 長谷川太☆ |
| 1月10日        | 好きがつながる! 武井壮のガッとしてビターン | 武井壮 |
| 1月16日        | 好きがつながる! 石戸諭のDear チバユウスケ | 石戸諭 |
| 1月17日        | 昇々・桃花の抱腹絶倒ラジオ～個人差があります～ | 春風亭昇々・蝶花楼桃花 |
| 1月23日        | 好きがつながる! TOOBOE・PEOPLE 1 Deu の ”似た者同士” | |
| 1月24日        | 好きがつながる! オテンキのりのDear 浜松町131ライブ（第4弾） | のり（オテンキ） |
| 1月30日        | 林家たい平 青春プレイリスト | 林家たい平 |
| 1月31日        | 好きがつながる!経済スペシャル 森永卓郎と森永康平の親子経済学～ディレクターズカット | 森永卓郎・森永康平 |
| 2月6日         | 好きがつながる！ 復活！ヴァイナルミュージック | 坂口愛美☆ |
| 2月7日         | 恋せよ！オトナ～オトナ世代応援ラジオ | 和田秀樹・水谷加奈☆ |
| 2月13日        | 好きがつながる！鈴村健一のゲーソン風雲児 | 鈴村健一 |
| 2月14日        | 好きがつながる！wagamamaのDearバレンタイン | wagamama |
| 2月20日        | 好きがつながる！甲斐彩加のDear...西野カナ〜This is Love これが愛〜 | 甲斐彩加☆ |
| 2月21日        | 好きがつながる！水谷加奈の人生を彩ったあのドラマから流れるあの歌特集！ | 水谷加奈☆ |
| 2月27日        | 好きがつながる！2024ブレイク期待芸人大集合！ | たかし（トレンディエンジェル）・甲斐彩加☆ |
| 2月28日        | 好きがつながる！オテンキのりのDear浜松町131ライブ | のり（オテンキ） |
| 3月5日         | 好きがつながる！井上由美子と鈴木純子のDear歌謡曲 | 井上由美子・鈴木純子☆ |
| 3月6日         | 好きがつながる！久保朱莉と篠原光の”ベタな恋愛ソング”特集！ | 久保朱莉☆・篠原光 |
| 3月12日        | 好きがつながる！すがちゃん大ちゃんのノボリギミ〜地上波スペシャル〜 | すがちゃん最高No.1（ぱーてぃーちゃん）・大ちゃん（ちゃんぴおんず） |
| 3月13日        | 好きがつながる！ 降幡 愛のDearシティポップ SPRING MAGIC | 降幡愛 |
| 3月19日        | 好きがつながる！虹の黄昏のDearカナメストーン | 虹の黄昏 |
| 3月20日        | 好きがつながる！オテンキのりのDear浜松町131ライブ | のり（オテンキ） |

※2023年12月26日 - 2024年1月3日の4回分は年末年始特番のため休止。
- 2024年1月9日分より放送時間が30分縮小され、20時30分までの放送に変更。

## 関連番組
- 文化放送フライデープレミアム

| 文化放送 ナイターオフ 火曜・水曜 19:00 - 21:00 | 文化放送 ナイターオフ 火曜・水曜 19:00 - 21:00 | 文化放送 ナイターオフ 火曜・水曜 19:00 - 21:00 |
| 前番組                                         | 番組名                                         | 次番組                                         |
| ---------------------------------------------- | ---------------------------------------------- | ---------------------------------------------- |
| おいでよ!青春る                                | 好きがつながる!                                | オトナのホンネ                                 |